# Mathias Heinicke

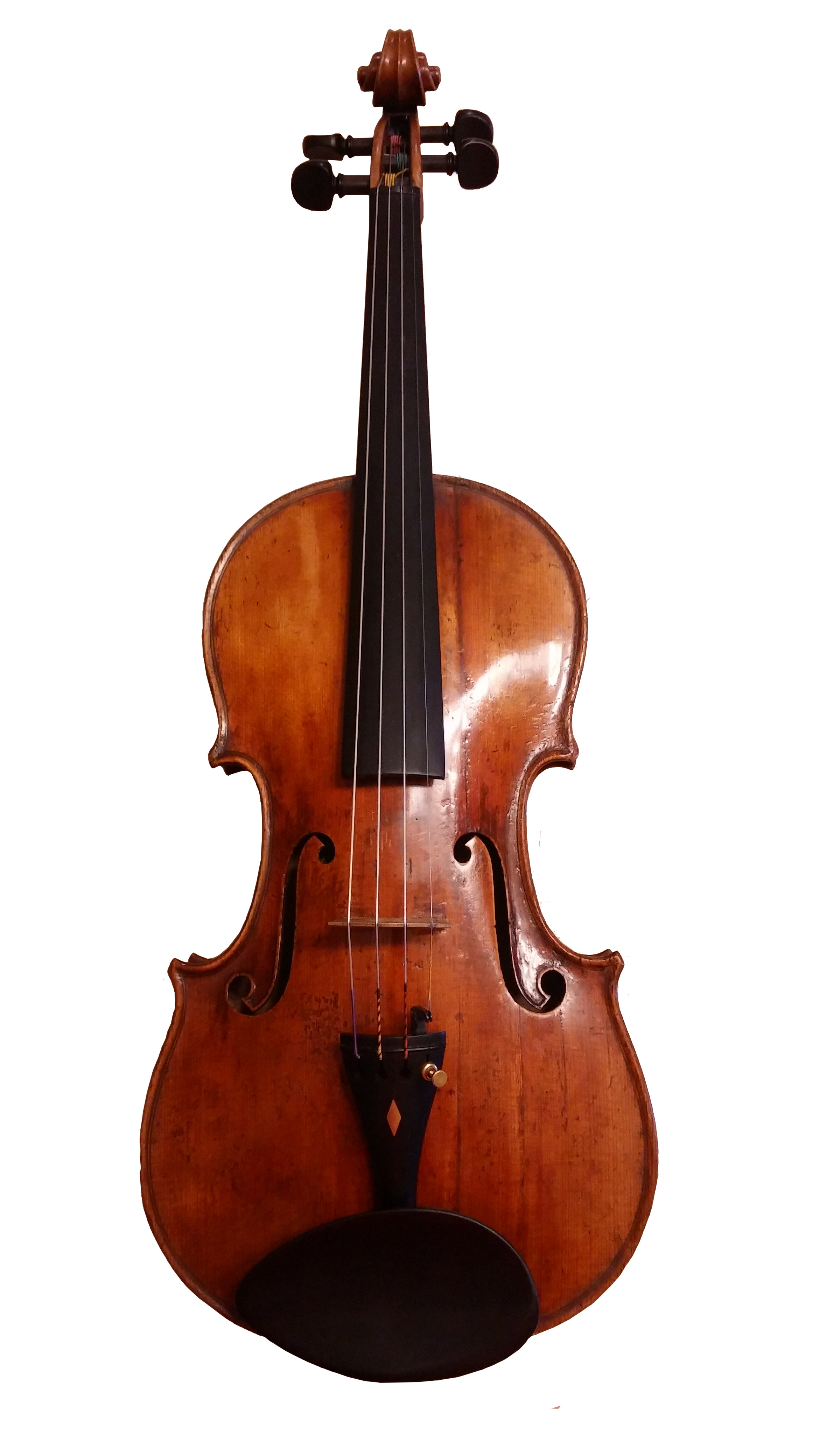
Violine von Mathias Heinicke von 1920

 Matthias Heinicke (* 3. März 1873 in Maria Kulm, Böhmen; † 1956 in Skalná, Tschechoslowakei) war ein böhmischer Geigenbauer und Schüler des Geigenbauers Ernst Reinhold Schmidt (1857–1928) in Markneukirchen, Vogtlandkreis, Sachsen.

## Leben und Wirken
Über das genaue Geburtsdatum gab es eine Zeitlang Mutmaßungen, es könnte 1871 oder der 23. März 1873 gewesen sein, Karel Jalovec argumentiert aber, Heinicke habe seinen 81. Geburtstag am 3. März 1954 gefeiert. Im Geburtsregister von Maria Kulm findet sich weder 1871 noch 1873 ein Geburtseintrag. Das gilt darüber hinaus auch für alle Jahre zwischen 1860 und 1880. Daher ist auch über Heinickes Eltern nichts bekannt. Geht man aber von Maria Kulm als Geburtsort aus, kommen eigentlich nur Michael und Magdalena Heinicke geb. Winterling als Eltern in Frage. Ansonsten taucht der Familienname Heinicke in diesem Ort nicht auf. Das liegt daran, dass die Heinickes ursprünglich nicht aus Maria Kulm, sondern aus dem 17 km entfernten Wildstein stammten. Dies ist auch der Ort an dem Heinicke später als Geigenbauer tätig ist. Es spricht also vieles dafür, dass Mathias Heinicke neben Wenzl (*22.6.1863), Katharina (*22.1.1865) und Maria (*19.10.1876) das vierte Kind des Ehepaares Michael und Magdalena Heinicke war. Aus den Aufzeichnungen im Geburtsregister geht hervor, dass Heinickes mutmaßlicher Vater Michael seinen Heimatort Wildstein verließ, um in Maria Kulm als Uhrmacher zu arbeiten. Später zog er mit seiner Familie wieder zurück nach Wildstein und übernahm das Uhrmachergeschäft seines Vaters Matthäus. Das ist der Eheurkunde seiner Enkelin Wilhelmine Neuber zu entnehmen („Michael Heinicke, Uhrmacher in Wildstein“). Die Familie hatte ihren Lebensmittelpunkt nach einigen Jahren also wieder von Maria Kulm nach Wildstein verlegt.
Mathias Heinickes Wanderjahre führten ihn über Berlin und Budapest bis nach Venedig zu Eugenio Degani (* 1875). Die Wirkungszeit bei Degani ist allerdings nicht belegt. Da die Bauweise seiner Geigen zwar klare italienische Einflüsse aber keine direkten Bezüge zulassen, tendieren manche Händler dazu, diesen Abschnitt seines Lebenslaufes als Werbemaßnahme zu interpretieren. Heinicke selber verwendete deutliche Hinweise dazu auf seinen opulent gestalteten Briefköpfen und Umschlägen.
Heinicke entwickelte sich in der Folge zu einem der Hauptvertreter der Geigenbauer in Böhmen der ersten Hälfte des 20. Jahrhunderts.
Nach seiner Rückkehr im Jahre 1897 machte er sich in Wildstein bei Eger mit eigener Werkstatt selbständig. Form- und maßgebend für seine Instrumente waren die alten Meister Stradivari und Amati, nach deren Vorbildern er seine eigenen Violinen fertigte. Diese hat Heinicke stellenweise hervorragend ausgeführt und seine Violinen erzielen, gut erhalten, Preise zwischen 3.000 und 6.000 EUR.

## Geigenbau
Heinicke verwendete oft Material, das er aus alten Hölzern aus Kirchenbauten verwenden konnte. Damit hatte der Zugriff auf abgelagerte Hölzer, da ihm die Tonhölzer der süditalienischen Alpenregion nicht zur Verfügung standen. Der von ihm verwendete Ahorn war zwar schön anzusehen, fiel aber mehr durch seine schöne, dichte Flammung als durch hervorragende akustische Eigenschaften auf.
Heinicke verwendete bei seinen Violinen als Ziereinlage einen doppelten Aderstreifen mit hellen Streifen in der Mitte. Nicht immer sind diese Arbeiten mit der gleichen Sorgfalt ausgeführt worden, die man von seinen Violinen kennt.
Um die Farberscheinung seiner Violinen-Hölzer zu verbessern mischte er in seinen gelben Schellack  rosa Lackpigmente bei.
Die Wölbung der Instrumente fertigte Heinicke eher nach tonalen Aspekten als nach Gefälligkeiten für das Auge. Dies förderte jedoch den vollen Ton seiner Instrumente. Die F-Löcher schnitt er fast steil und präzise. Heinickes Instrumente zeichnen sich durch einen vollen, warmen Ton, mit starker Präsenz im unteren Bereich aus.
Charakteristisch sind seine schmalen Schneckenausführungen, die er in tiefer Stechung schnitzte.

## Instrumente
Die Violinen von Mathias Heinicke finden sich teilweise heute noch in bemerkenswert guten Zuständen auf dem Markt.
Die hier abgebildete Violine von 1931 wurde für 1403 Tschechische Kronen verkauft. Der Wechselkurs der Krone gegenüber der Reichsmark betrug 1932 0,85. Damit ergibt sich ein Preis von rund 1200 Reichsmark. Dies entsprach den Lebenshaltungskosten eines halben Jahres für eine dreiköpfige Familie im Jahre 1935. Umgerechnet auf die Lebenshaltungskosten 2016 ergäbe sich damit ein Preis von 20.000 EUR nach heutigem Standard.

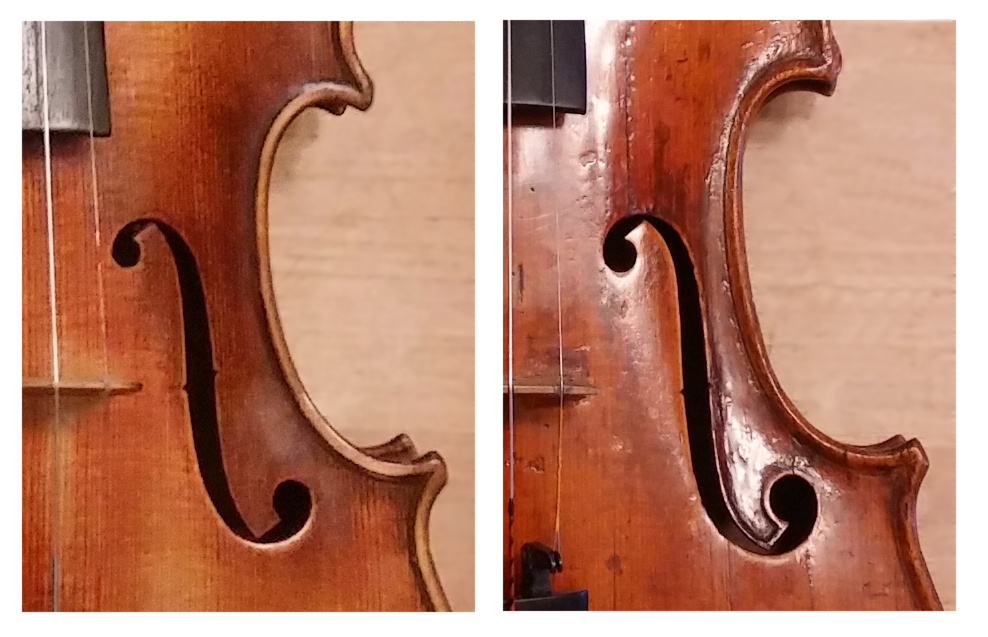
Detailvergleich der F-Löcher einer sächsischen Manufaktur Violine aus dem Vogtland um 1920 (links) mit denen einer Violine von Mathias Heinicke aus dem Jahre 1921 (rechts)
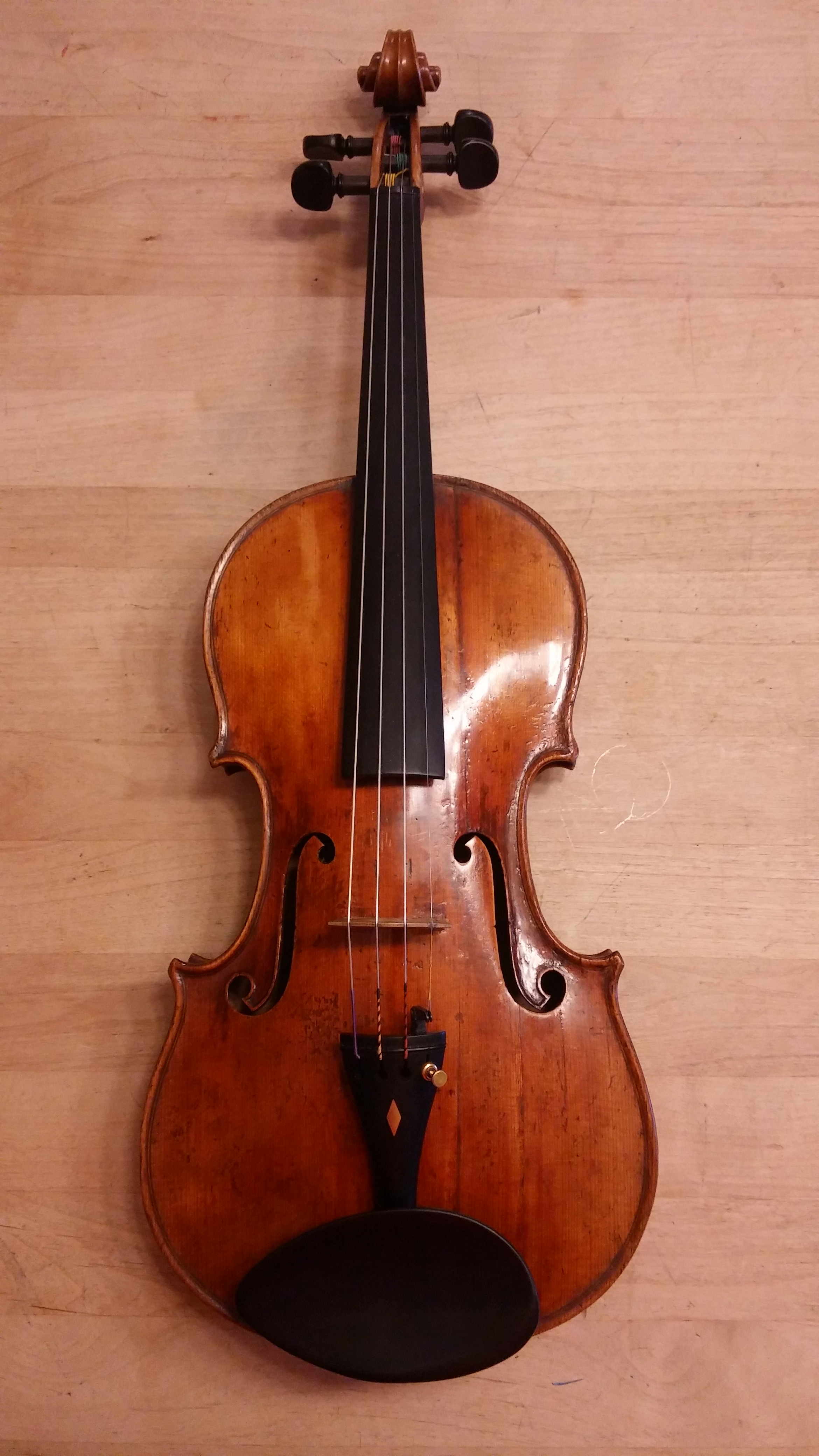
Violine von Matthias Heinicke von 1920
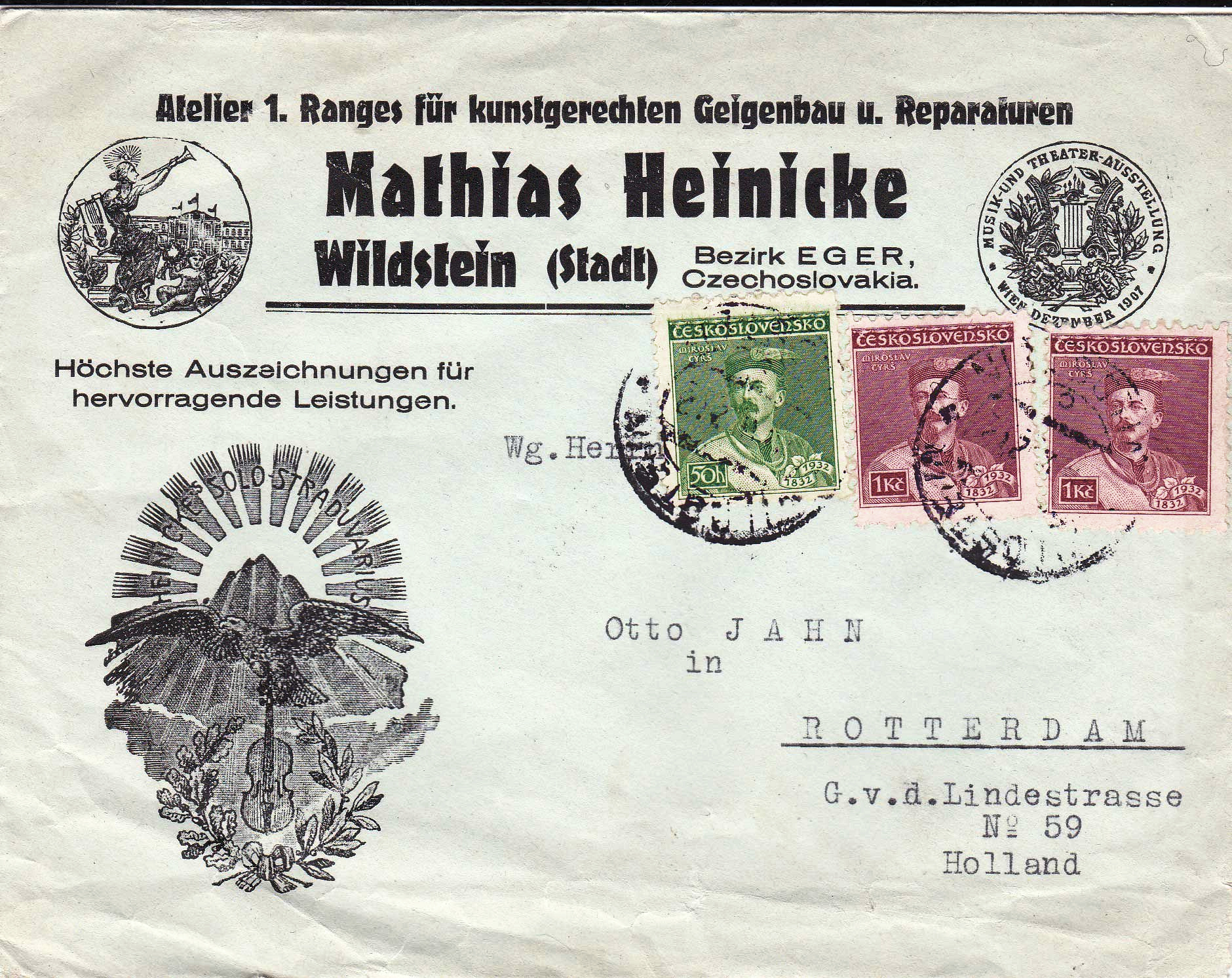
Briefumschlag von Mathias Heinicke für seine Korrespondenz um 1931
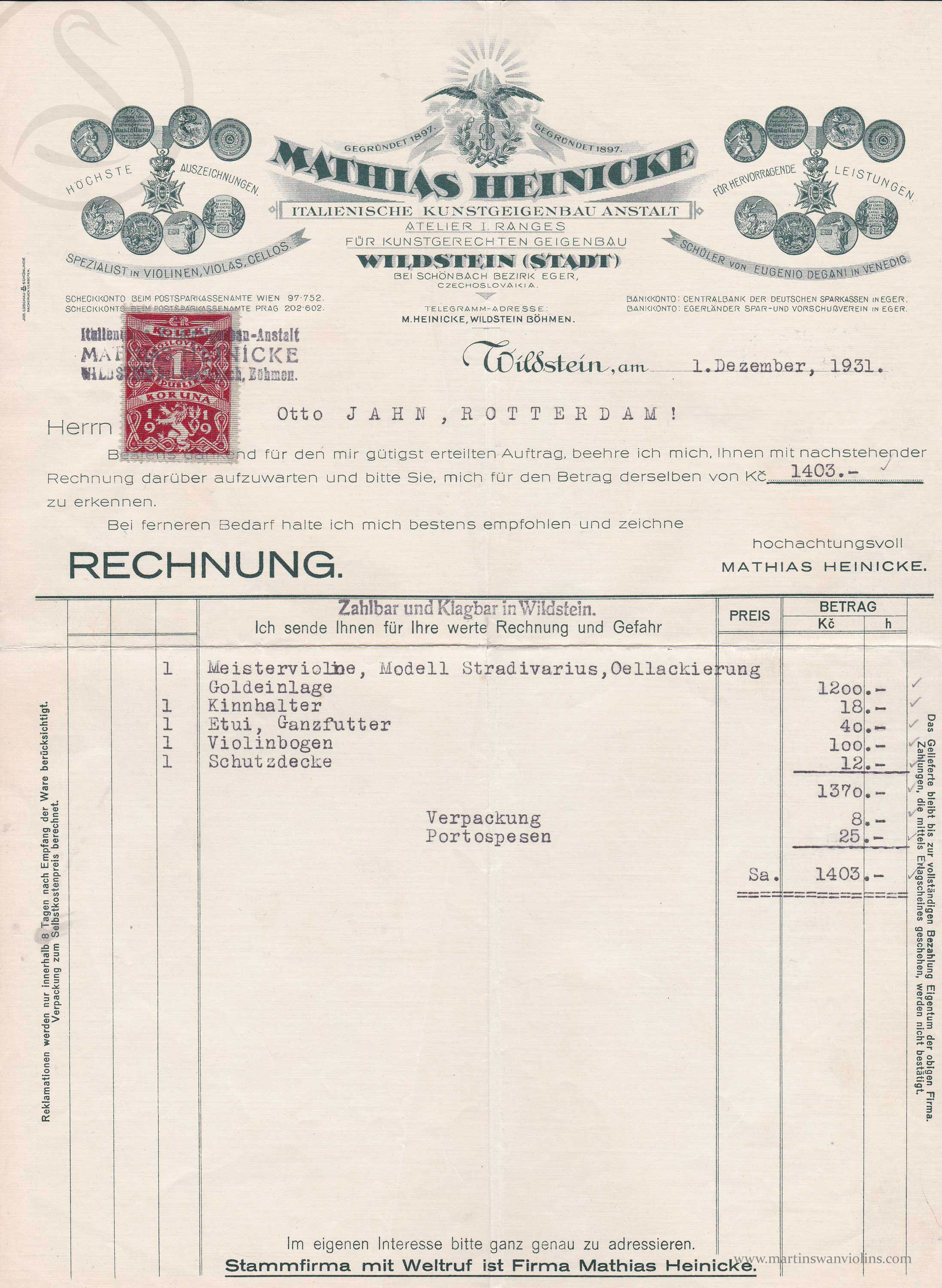
Rechnung über den Verkauf einer Heinicke Violine von 1931
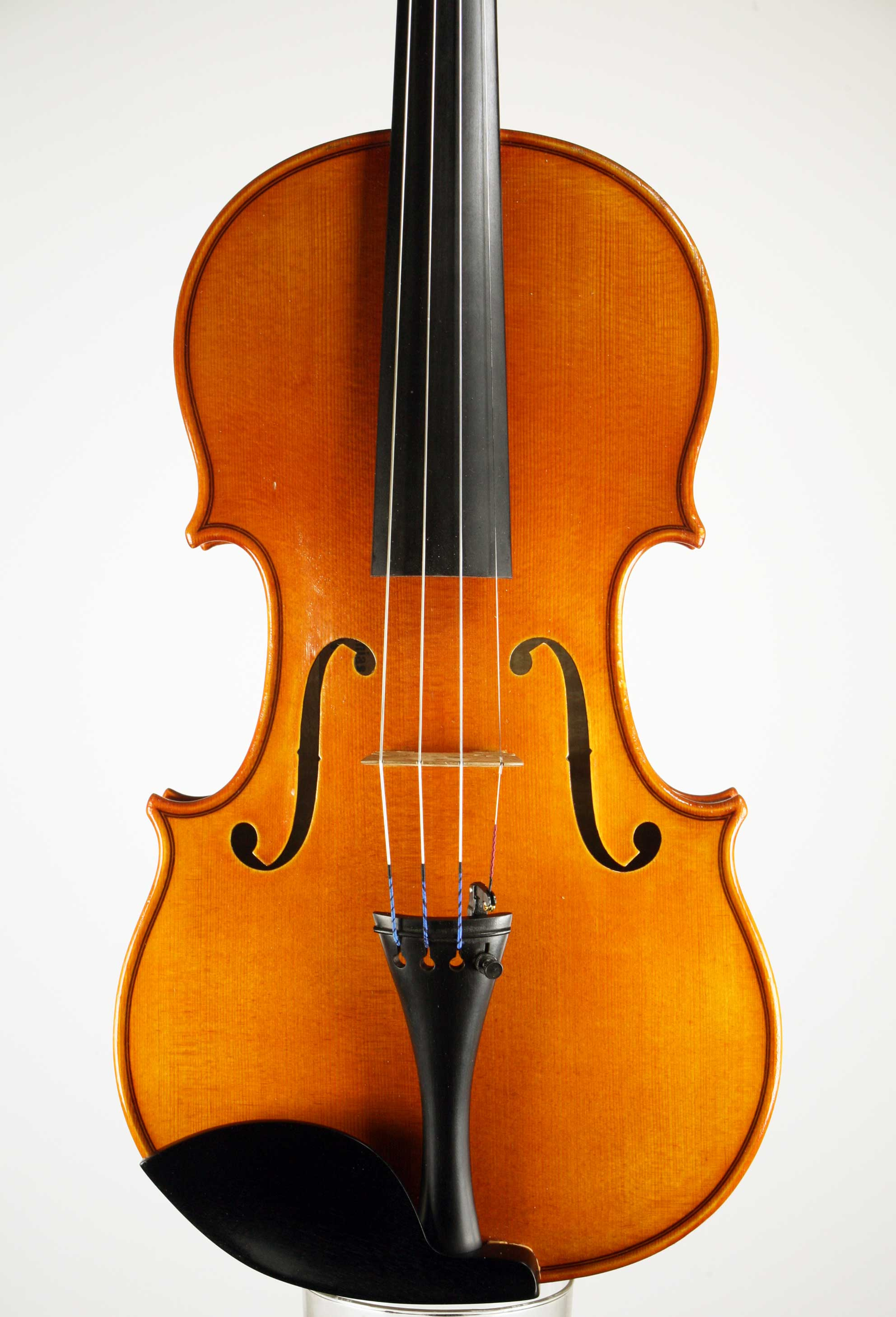
Deckenseite einer Heinicke Violine von 1931
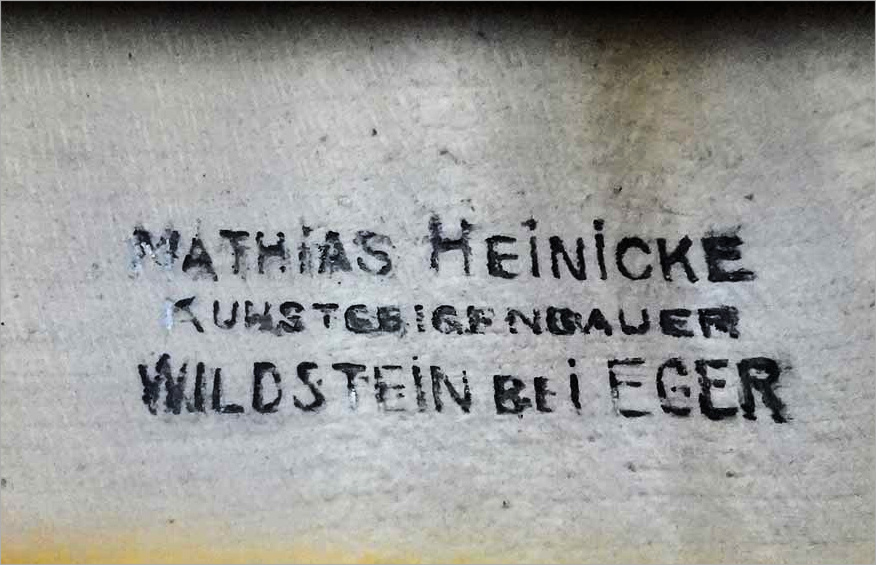
Brandstempel einer Heinicke Violine von 1931